# Pierre-Augustin Godart de Belbeuf
Pour les articles homonymes, voir Famille Godart de Belbeuf, Godart de Belbeuf, Godart et Belbeuf (homonymie).
Pierre-Augustin Godart de Belbeuf, né le 8 mai 1730 à Rouen et mort le 26 septembre 1808 à Hampton près de Londres, est un prélat français, dernier évêque d’Avranches.

## Biographie
Il est le fils cadet de Pierre Godart de Belbeuf, marquis de Belbeuf, procureur général au Parlement de Normandie, et d'Augustine Le Pelletier de Saint-Gervais. Il est le frère de Jean Pierre Prosper Godart de Belbeuf (1725-1810), procureur général au parlement de Normandie et grand panetier de Normandie.
Il est vicaire général de l'évêque de Verdun, puis de l'archevêque de Rouen. Nommé évêque d’Avranches le 20 janvier 1774, il est confirmé en avril et consacré le 15 mai à Issy par Jean de Dieu-Raymond de Boisgelin de Cucé, alors archevêque d'Aix. Il reçoit en commende l'Abbaye Saint-Florentin de Bonneval à Chartres en 1781. Il occupe son siège épiscopal jusqu'à sa suppression en 1791 par la constitution civile du clergé et émigre alors en Angleterre.
Après la mort, en 1800, du cardinal de la Rochefoucauld, alors évêque réfractaire de Rouen, il s'arroge la juridiction comme étant le plus ancien évêque de la province ecclésiastique. Il est à Londres quand, après la signature du concordat de 1801, il signifie au pape le refus de sa démission.
Il est enterré au cimetière Saint-Pancrace (en).
Son cercueil est redécouvert lors des travaux d'agrandissement de la gare Eurostar en 2002. Ses restes sont rapatriés à Avranches en 2009 par le Conseil général de la Manche. Après plusieurs projets et reports (dont une inhumation au square Thomas-Beckett), ils sont transférés le 23 septembre 2011 en la basilique Saint-Gervais et Saint-Protais d'Avranches, lors d'une cérémonie de sépulture présidée par l’évêque de Coutances-et-Avranches, Stanislas Lalanne.